# Søren Petersen
Søren Peter Petersen (født 6. december 1894 i Kolding, død 1945 i Belgien) var en dansk bokser i sværvægtsklassen. Han vandt to olympiske sølvmedaljer i 1920'erne.

## Liv og karriere
Søren Peter Petersen blev født i Elmegade 19 i Kolding, han var søn af arbejdsmand Niels Petersen og Karen Marie Stougaard.
Han blev gift i Ålborg og fik en datter (Karen Petersen) og tre sønner (Jørgen Petersen, Birger Petersen og Kaj Petersen).

### Amatørkarriere
Som amatør boksede Søren Petersen for AK Jyden i Aalborg. Han vandt det jyske mesterskab fem gange i træk (1919-1923) og det danske mesterskab to gange (1920-1921).
Søren Petersen repræsenterede Danmark ved OL 1920 i Antwerpen, da han stillede op i sværvægtsklassen. Ni boksere deltog i klassen, og efter at have været oversidder i første runde vandt han i kvartfinalen over en britisk bokser, mens han vandt uden kamp i semifinalen over en amerikaner. I finalen tabte han til briten Ron Rawson, der knockoutede Petersen i anden omgang. Søren Petersen stillede også op ved det efterfølgende OL 1924 i Paris, hvor der var 15 deltagere i sværvægtsklassen. Han nåede igen finalen efter at have vundet over en italiensk, en britisk og en hollandsk modstander. I finalen mødte han nordmanden Otto von Porat, som han havde tabt til på knockout inden OL. Petersen måtte igen nøjes med sølvmedaljen, selv om der måtte en pointafgørelse til. Han er hidtil den eneste dansker, der har vundet to olympiske medaljer i bokseturneringen.

### Professionel karriere
Efter OL i 1924 blev Søren Petersen professionel. Han debuterede 31. oktober samme år, hvor han vandt over en brite, og en uge senere mødte han nordmanden Johnny Espen i Oslo med en knockoutsejr til danskeren til følge. I sin anden professionelle kamp besejrede han amerikaneren Andre Andersson på point efter 15 omgange i en kamp om det danske(!) mesterskab i sværvægt.[kilde mangler] Den 26. april 1926 blev Petersen i sin 8. kamp matchet mod den stærke svensker Harry Persson i Stockholm i en kamp om det skandinaviske mesterskab, men blev slået ud i 6. omgang. Persson vandt europamesterskabet i sin næste kamp.
Den 30. november 1929 fik Søren Petersen muligheden for at blive den anden danske europamester, da han i en titelkamp i Bruxelles mødte europamesteren Pierre Charles. Petersen blev dog slået ud i fjerde omgang.
Efter det mislykkede EM-forsøg vandt Petersen en enkelt kamp i Tyskland i 1931 mod Hans Schonrath, der netop havde tabt det tyske mesterskab. Petersen tabte derpå tre kampe i 1931 og 1932 mod de forholdsvis stærke modstandere Otto von Porat (Norges store navn på den tid, der hidtil havde bokset alle sine kampe i USA, men nu besejrede Petersen i Oslo), Larry Gains (britisk imperiemester, der siden besejrede Primo Carnera, kort før denne vandt verdensmesterskabet i sværvægt) og den ubesejrede tysker Walter Neusel (senere dobbelt tysk mester og EM-udfordrer).
Efter disse nederlag og en enkelt sejr opgav Søren Petersen karrieren i en alder af 37 år. To år senere forsøgte han et comeback, men efter to nederlag lagde han endegyldigt handskerne på hylden. Han fik i alt 31 kampe som professionel og vandt 17, tabte 10 og fik uafgjort i tre, mens der ikke er oplysninger om én kamp.